# Lanarce
Lanarce ist eine französische Gemeinde mit 209 Einwohnern (Stand 1. Januar 2022), die im Département Ardèche und in der Region Auvergne-Rhône-Alpes liegt. Sie gehört zum Arrondissement Largentière und zum Kanton Haute-Ardèche.

## Geographie
Die Gebirgsgemeinde liegt im Nordwesten des Départements.

## Geschichte
In Lanarce befindet sich die Auberge de Peyrebeille, auch Auberge Rouge genannt. Im 19. Jahrhundert soll das Wirtspaar 53 Reisende ausgeraubt und ermordet haben. Diese Ereignisse dienten als Vorlage für den 1951 gedrehten Film Die rote Herberge mit Fernandel in der Rolle eines reisenden Mönchs.

## Bevölkerungsentwicklung
| Jahr                       | 1962 | 1968 | 1975 | 1982 | 1990 | 1999 | 2005 | 2016 |
| -------------------------- | ---- | ---- | ---- | ---- | ---- | ---- | ---- | ---- |
| Einwohner                  | 376  | 377  | 310  | 280  | 248  | 199  | 172  | 198  |
| Quellen: Cassini und INSEE |      |      |      |      |      |      |      |      |